# ناحیه مرکزی عفرین
ناحیه مرکزی عفرین (به عربی: ناحیة مرکز عفرین) یک ناحیه در سوریه است که در منطقه عفرین واقع شده‌است. ناحیه مرکزی عفرین ۶۶٬۱۸۸ نفر جمعیت دارد.